# Prastaré zlo
Prastaré zlo (v originále The Parenting) je americký hraný film z roku 2025, který režíroval Craig Johnson. Snímek měl premiéru dne 13. března 2025.

## Děj
Rohan a Josh chtějí, aby se jejich rodiče vzájemně poznali. Rohan navíc plánuje, že přede všemi požádá Joshe o roku. Pronajme proto na víkend rozlehlý dům na venkově. Ovšem již po příjezdu rodičů vzájemné vtahy začnou váznout. Navíc začne navzdory předpovědi hustě sněžit, takže jsou všichni uvězněni v domě. Druhý den ráno zjistí, že v domě je démon, který se je snaží všechny zabít.

## Obsazení
| Nik Dodani      | Rohan  |
| Brandon Flynn   | Josh   |
| Brian Cox       | Frank  |
| Edie Falco      | Sharon |
| Lisa Kudrow     | Liddy  |
| Dean Norris     | Cliff  |
| Vivian Bang     | Sara   |
| Parker Poseyová | Brenda |
| Kate Avallone   | Donna  |
| Chloe Sciore    | Allie  |
| John Hawe       | Jamie  |